# Атлантида (Роберт Говард)
Атлантида в произведениях и творчестве Роберта Говарда занимает важную составляющую. В конце XIX — начале XX веков, на волне технического прогресса и новых веяний в теософии и истории, многие писатели обратились к тёмным пятнам в истории человечества. Одной из спорных вех человеческого прошлого было существование Атлантиды, к которой и обращались известные писатели-фантасты, такие как Конан Дойл, Жюль Верн, Александр Беляев и многие другие. Впоследствии многими авторами бульварного чтива, в подражание мэтрам фантастики, были написаны ряд романов и новелл, посвящённых загадочному континенту, некоторые из них получились весьма оригинальными.

## История создания
Что касается Атлантиды — я склонен полагать, что нечто подобное действительно существовало, хотя и не придерживаюсь какой-либо определённой теории о характере высокоразвитой цивилизации, населявшей её. В том, что она была высокоразвитой, я как раз сомневаюсь. Но затопленный континент, или, по крайней мере, крупный участок суши, скорее всего, имел место когда-то, потому что какой народ ни возьми, почти у каждого есть сказание о потопе. Кроманьонцы же появились в Европе внезапно и сразу стали развитой первобытной культурой. И при этом — никаких материальных свидетельств их подъёма со стадии абсолютной дикости. Просто с некоторого времени их останки вытесняют и замещают останки неандертальского человека, с которыми у них определённо отсутствовало родство. Ну и откуда же, спрашивается они взялись? Их родина явно не принадлежит известному нам миру. Должно быть, они возникли и развивались, проходя ранние стадии эволюции, в некоторой стране, о которой теперь мы ничего не знаем. Оккультисты утверждают, что мы пятая (кажется) великая суб-раса. О двух самых первых ничего не известно, даже названий. Потом были лемурийцы, за ними атланты и, наконец, мы. Утверждают, будто атланты достигли очень высокого развития. Что-то не верится! Полагаю, они был просто предками кроманьонцев, благодаря счастливой случайности избежавшими участи остальных племён Атлантиды…
Увлечённость Роберта Говарда цивилизацией атлантов впервые прослеживается в его письме от 1923 года, к своему другу Тевису Клайду Смиту, где Говард вскользь упоминает Атлантиду как вполне историческую страну, существовавшую в эпоху Аккадского царства. Говард также упоминает в письме Гарольду Прису, что как-то он обратился к медиуму, и тот сказал, что в предыдущей жизни он ([Говард]) был атлантом.
В конце 1920-х годов Роберт Говард приступил к написанию цикла произведений об атланте Кулле, изгнаннике из Атлантиды, ставшего царём Валузии. Как пишет сам Говард, Кулл первоначально задумывался как второстепенный персонаж, однако впоследствии Говард переиграл написанный рассказ, сделав Кулла главным героем. Что это был за рассказ, доподлинно не известно, однако исследователи творчества Говарда, такие как Патрис Луине, склонны полагать, что этим рассказом было Бегство из Атлантиды, рассказ, который был следующим после новелл Говарда о людях каменного века, такие как «Копьё и клык» и «Ам-ра из племени та-ан». Бегство из Атлантиды является единственным рассказом Говарда, действие которого происходит непосредственно в Атлантиде. Цикл произведений о Кулле включал в себя 13 рассказов (три из которых были незаконченными) и одно стихотворение, написанные в период 1926—1930-го годов, из которых можно выявить информацию об атлантах и Атлантиде, когда континент, по описанию Говарда, был ещё молод.
Атлантида в рассказах о Кулле описывается Говардом на ранней стадии развития, как культуры, так и в плане геологического развития. Атлантида относительно Турийского континента является молодым материком небольшого размера. Ещё до «допотопной» Турийской эры на континенте Турия, ещё до нашествия людей существовали государства древних дочеловеческих цивилизаций. Волна за волной прибывали одна раса за другой, сместив более древние разумные виды существ, господствовавших на континенте. Впоследствии цивилизация турийцев, пришедших с востока континента, дала наименование континенту и эре. К моменту жизнеописания Кулла цивилизация турийцев, как и многие предыдущие, клонится к закату, в то время как цивилизация атлантов находится на более ранней стадии развития. В первом опубликованном рассказе о Кулле «Королевство теней» ясно представлена Говардом изжившая себя цивилизация Валузии, одной из турийских империй, царём которых и стал Кулл. Атланты к тому моменту были варварами, немногим уступавшими в развитии пиктам и лемурийцам.
Об этом впоследствии прямо сказано в эссе Роберта Говарда Хайборийская эра, написанном в 1932 году, когда автор работал над циклом о Конане, закончив писать о Кулле. Культуру атлантов времён Кулла отличает присущая варварам жесткость нравов, к примеру, соплеменницу Кулла приговорили к смерти за любовь к чужеземцу. Другие эпизоды о Кулле повествуют о враждебности атлантов к другим народам. В разговоре с Хор-Нак Кулл говорит, что «… Атлантида, благодарение Валке, враг всем людям», то есть атланты враждовали со всеми. В отношении технологий атланты мало преуспели, и лишь немногое отличает их от дикарей. К примеру, племя Приморски-гор, в котором состоял Кулл, жило в пещерах и изготавливало примитивные орудия и приспособления, будь то кремниевое оружие или деревянная цепь. Однако атланты занимались мореходством, чаще всего пиратством, нападая как на корабли и острова лемурийцев и пиктов, так и на западное побережье Турийского континента. Каким образом атланты добывают себе корабли, Говард не уточняет, вероятно, они сами не строили, а захватывали у противника.

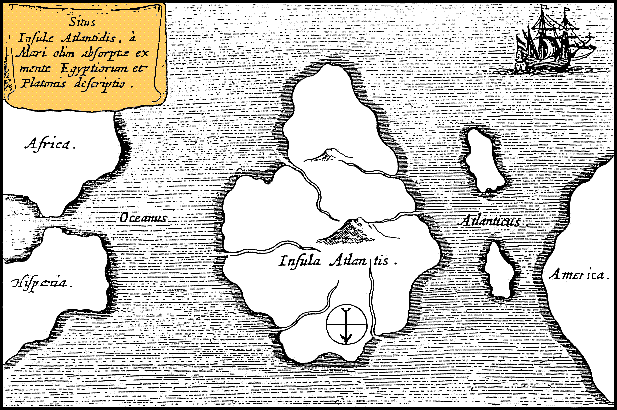
Атлантида Платона

Одновременно с циклом о Кулле Говард пишет цикл о короле пиктов Бране Мак Морне. В рассказе «Люди теней» один из персонажей, пиктский шаман Гонар, повествует о судьбе народа пиктов от зарождения и до времён самого Брана. Повесть Гонара несколько отличается от описания рас из цикла о Кулле. К примеру, он называет пиктов первой человеческой расой, в то время как атланты, лемурийцы и кельты соответственно вторая, третья и четвёртая расы раса. Впрочем, персонаж Говарда Гонар по происхождению является пиктом, и форма повествования об истории пиктов в рассказе «Люди теней» является хвалебной, а под первой расой он скорее подразумевает то, что раса пиктов появилась раньше других рас из тех, кто пережил катаклизм, уничтоживший Атлантиду, Лемурию и Турийскую цивилизацию. В то время как в рассказах о Кулле и Хайборийском цикле сам Говард описывает атлантов, пиктов и лемурийцев как относительно молодые расы времён Турийской эры. К тому же о Хайборийской эре Гонар не упоминает, говоря, что пикты изгнали атлантов с родной земли и сами поселились в Атлантиде, а после катаклизма переселились на западном побережье соседнего континента, где они вступили в борьбу с изгнанными атлантами.
Последнее вымышленное событие Говард упомянет в эссе Хайборийская эра, работая уже над рассказами о Конане, но без упоминания изгнания атлантов с Атлантиды пиктами, вероятно, от этой идеи Говард отказался. Исследователями творчества Говарда было замечено сходство описания этногенеза с теорией Елены Блаватской. То, что Говард увлекался эзотерической литературой, — известный факт; в его семейной библиотеке было много соответствующей литературы, к тому же его отец доктор Айзек Мордекай был врачом и практиковал йогу и гипноз. Другой особенностью атлантов из истории Гонара является то, что атланты названы кроманьонцами. Очевидно, Говард идентифицирует атлантов в качестве кроманьонцев под влиянием трудов Льюиса Спенса об Атлантиде. В своих книгах Спенс выдвигал теории загадочного появления кроманьонцев на территории доисторической Европы. На данный момент происхождение кроманьонцев принято связывать с Африкой, но Спенс считал, что раз следы миграции кроманьонцев ведут из западного побережья — значит, в Атлантическом океане, возможно, существовала колыбель цивилизации кроманьонцев, то есть описанная Платоном в диалогах Тимей и Критий Атлантида. Схожее представление о внезапном появлении кроманьонцев на территории Европы Говард изложил в письме Гарольду Пирсу в 1928 году.
Один мой знакомый оккультист, разбирающийся в этой теме лучше любого другого из всех, кого я когда-либо знал, говорит, что у меня очень древняя душа, и что я на самом деле перевоплотившийся атлант!
В период написания цикла о Кулле, ещё в 1929 году Роберт Говард опубликовал приключенческий роман «Хозяин судьбы», который вызвал интерес как у читателей, так и у критиков. Заинтересованность вызвала затронутые Говардом темы в романе, делающие аллюзии на персонажей Сакса Ромера и Лавкрафта, Фу Манчу и Ктулху соответственно. Между тем антагонистом в романе выступал атлант Катулос, который, по сюжету, избежал смерти во время катаклизма Атлантиды, замуровавшись в саркофаг, предварительно выпив эликсир бессмертия. Описываемое Катулосом царство атлантов было высокоразвитым и могущественным. В противовес Атлантиде из цикла Говарда о Кулле рассказ о Катулосе стоит особняком, имея мало общего с описаниями Атлантиды из других рассказов Говарда. В нём практически отсутствует описанная в цикле о Кулле культура атлантов, их божества, быт и нравы. Нет в рассказе персонажей, которые бы являлись соединительным звеном между циклами произведений. Однако схожесть имеется: сам Катулос был придуман Говардом на основе персонажей рассказа «Кошка Делькарды» Кулла, Кутулоса и Тулсы-Дума, взяв происхождение у первого, имя у второго и сущность третьего. Также описание Атлантиды на пике своего развития воплотится в рассказе «Луна черепов», спустя год после написания «Хозяина судьбы».
Следующим произведением об Атлантиде стал рассказ 1930 года «Луна черепов» из цикла о Соломоне Кейне. По сюжету пуританин Кейн в поисках дочери своих знакомых забредает в африканские джунгли, где сталкивается с наследием атлантов — колонией Атлантиды Негари, в которой власть в руки уже давно взяли рабы атлантов, а из бывших хозяев остался только один более или менее чистокровный атлант. Он рассказывает Кейну о былом величии Атлантиды, о её высокоразвитой культуре и технологии.
Последним звеном в описании Атлантиды у Роберта Говарда служит цикл произведений о Конане. В первом рассказе о Конане «Феникс на мече» преамбулой служит эпиграф самого автора «Немедийские хроники», которые разъясняют читателю, что эпоха Хайбории — это забытый временной промежуток между гибелью Атлантиды и началом Исторического периода. Собственно рассказ был написан Говардом из коммерческих соображений, Феникс на мече является переделанным вариантом рассказа о Кулле «Сим топором я буду править!», который был отвергнут Фарнсуортом Райтом главредом журнала Weird Tales. А так как «Феникс на мече» получил положительные отзывы, Говард продолжили писать о Конане, всё больше углубляясь и описывая Хайборийскую цивилизацию и отдаляясь от Атлантиды. В следующем рассказе Башня Слона, повествующем о юношеских годах Конана, персонаж Яг-Кошу рассказывает Конану историю своей жизни, тесно связанную с историей самой Земли. Повествование Яга об атлантах и Турийской эре, катаклизме и зарождении Хайборийской цивилизации, Говард чуть спустя упомянет в своём эссе Хайборийская эра. И в рассказе, и в эссе описывается судьба атлантов после катаклизма, потопившего Атлантиду. Те из атлантов, кто выжил, основали крупную колонию на Турийском континенте, по-прежнему конкуририруя со своими извечными врагами пиктами. В результате войн и катаклизмов атланты были отброшены в развитии, в то время как пикты в развитии остановились, не развиваясь далее, но и не деградируя. Инволюция превратила атлантов в обезьян, и прошло несколько столетий, пока они снова не эволюционировали в людей. Потомки атлантов стали называться киммерийцами, которые забыли и о своём славном прошлом, и о происхождении. Далее в рассказах о Конане Роберт Говард ни разу не упоминает Атлантиду вплоть до романа «Час Дракона».

## История и культура Атлантиды по Говарду
Атлантида упомянута и в других рассказах Говарда, однако вскользь и не слишком подробно. Сведения о цивилизации атлантов Говард придумывал для отдельных циклов произведений, слабо связанных между собой, и часто они противоречат друг другу. Об этом литературный критик Стив Томпкинс писал: «… остаётся пробормотать что-то насчёт того, что постоянство есть признак скудности ума, и прекратить бесплодные попытки». Согласно псевдоисторической хронологии Говарда, можно выделить этапы развития цивилизации атлантов.

### Цивилизация атлантовдо катаклизма

#### Религия

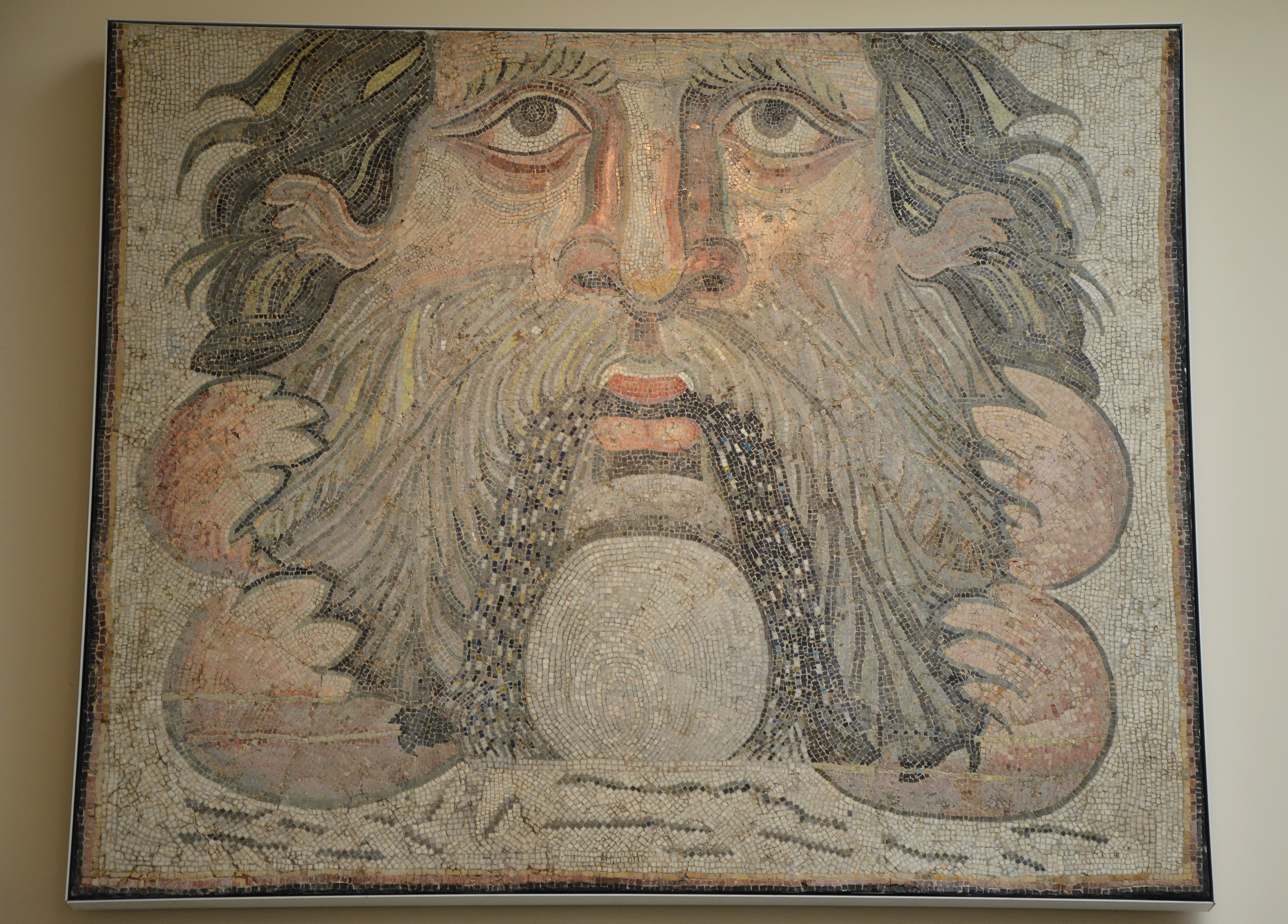
Океан — создатель и разрушитель континентов Атлантиды и Лемурии

Верховным богом атлантов эпохи расцвета, согласно рассказу Луна черепов, был Голгор. Его культ был довольно кровавым, но несмотря на это, пережил потоп Атлантиды и прижился в культуре атлантов-переселенцев из Африки, перекинувшись на рабов атлантов из местных племён. Роберт Говард описывает культ Голгора в стиле лавкрафтовских ужасов, а само божество, схожее с Ктулху, Дагоном и прочими. Описан в рассказах Луна черепов, Боги Бал-Сагота и Дети ночи.
Самым важным и могущественным богом атланты наряду с лемурийцами почитали Посейдона, также называя его Океаном; и тот, и другой боги явно почерпнуты Говардом из древнегреческой мифологии. Бог олицетворяет водную стихию, описан в рассказах Шествующий из Вальгаллы и Луна черепов. В цикле рассказов о Кулле Посейдон не упоминается.
Валка — верховный бог цивилизации турийцев и атлантов. Причём атланты поклонялись ему с самого начала и до апогея своего развития. Описан как в циклах о Кулле, так и в цикле о Соломоне Кейне (рассказы Луна черепов, а также все рассказы о Кулле).

## Персонажи-атланты
- Кулл — атлант-изгой, ставший королём Валузии, самой могущественной империи Турийской эры
- Ам-ра — первоначально герой незаконченного цикла «Ам-ра из племени Та-ан», о людях каменного века. Позднее Говард задействовал его в рассказе Бегство из Атлантиды, рассказ о жизни Кулла на Атлантиде.
- Катулос — маг из Атлантиды, выживший после катастрофы, постигшей континент. С циклом о Турийской эре связан слабо.

## Произведения Роберта Говарда, касающиеся Атлантиды
- Эссе Хайборийская эра — соединяет воедино циклы о Кулле и Конане, а также Турийскую и Хайборийскую эры.

### Рассказы, принадлежащие циклу оДжеймсе Эллисоне
- Шествующий из Вальгаллы

### Рассказы принадлежащие циклу оКатулосе
- «Хозяин судьбы» (англ. Skull-face) издан в 1929 году.
- «Голос тьмы» (англ. Return of Skull-face) дописан Ричардом А. Лупоффом. В оригинале незаконченный рассказ озаглавлен Гленом Лордом как «Taverel Manor»[4]
- «Не рой мне могилу» (англ. Dig me no grave) издан в 1937 году, через год после смерти Говарда.

### Рассказы, принадлежащие циклу о Кулле
- «Бегство из Атлантиды» — первый рассказ, написанный Говардом о Кулле и единственный, непосредственное действие которого происходит в Атлантиде.
- «Королевство теней»
- «Сим топором я буду править!»
- «Зеркала Тузун Туна»
- «Алтарь и Скорпион»
- «Предрассветные всадники»
- «Рассказ пикта»
- «Чёрный город»
- «Череп Молчания»
- «Удар гонга»
- «Мечи Пурпурного царства»
- «Кошка Делькарды»
- «Проклятие золотого черепа»
- «Король и Дуб»

### Рассказы, принадлежащие циклу о Соломоне Кейне
- «Ужас пирамиды» — опубликована в 1930 году.
- «Луна черепов» — опубликована в 1930 году, широко освещается эпоха расцвета и крушения цивилизации атлантов.

### Рассказы, принадлежащие циклу о Конане
- «Феникс на мече» — опубликована в 1932 году, вкратце рассказывается о Хайборийской эре об эпохе между крушением Атлантиды и началом исторического периода
- «Башня Слона» — опубликована в 1932 году. В рассказе широко освещается становление цивилизации атлантов. Написана в одно время с эссе Хайборийская эра и содержит одно и то же изложение об Атлантиде.
- «Час Дракона» — опубликована в 1936 году. Атлантида в романе только упоминается.